# نیروگاه هسته‌ای امسلاند
نیروگاه هسته‌ای امسلاند (به آلمانی: Kernkraftwerk Emsland) یک نیروگاه هسته‌ای در آلمان است که در لینگن واقع شده‌است.